# 2461 Clavel
2461 Clavel este un asteroid din centura principală, descoperit pe 5 martie 1981 de Henri Debehogne.